# Dicranomyia (Dicranomyia) splendidula
Dicranomyia (Dicranomyia) splendidula is een tweevleugelige uit de familie steltmuggen (Limoniidae). De soort komt voor in het Neotropisch gebied.